# Rajd Rosyjska Zima 1978
Rajd Rosyjska Zima 1978 (7. Rallye Russkaya Zima 1978) – siódma edycja rajdu samochodowego Rajd Rosyjska Zima rozgrywanego w ZSRR. Rozgrywany był od 12 do 19 grudnia 1978 roku. Rajd był siódmą rundą Rajdowego Pucharu Pokoju i Przyjaźni w roku 1978.

## Klasyfikacja rajdu
| Miejsce                        | Kierowca                       | Pilot                          | Samochód                       | Czas                           | Strata                         |                                |
| Klasyfikacja generalna i RPPiP | Klasyfikacja generalna i RPPiP | Klasyfikacja generalna i RPPiP | Klasyfikacja generalna i RPPiP | Klasyfikacja generalna i RPPiP | Klasyfikacja generalna i RPPiP | Klasyfikacja generalna i RPPiP |
| ------------------------------ | ------------------------------ | ------------------------------ | ------------------------------ | ------------------------------ | ------------------------------ | ------------------------------ |
| 1.                             | Konstantin Antropov            | Vyacheslav Kukovyakin          | IŻ 2125 Kombi                  | 1:53:11                        | -                              |                                |
| 2.                             | Heiki Ohu                      | Toomas Diener                  | Lada 1600                      | 1:54:48                        | +1:37                          |                                |
| 3.                             | Vladimir Goltsov               | Sergey Shtin                   | Moskvich 2140                  | 1:56:43                        | +3:32                          |                                |
| 4.                             | Reinis Reshetnik               | Andris Zvingevics              | Lada 1600                      | 1:58:31                        | +5:20                          |                                |
| 5.                             | Nikolay Frolov                 | Aleksandr Kotlyar              | Lada 1600                      | 1:59:01                        | +5:50                          |                                |
| 6.                             | Vlastimil Havel                | Jan Soukup                     | Škoda 130 RS                   | 1:59:27                        | +6:16                          |                                |
| 7.                             | Aleksandr Grayf                | Oleg Denisov                   | IŻ 412                         | 1:59:29                        | +6:18                          |                                |
| 8.                             | Eedo Raide                     | Georg Valdek                   |                                | 1:59:31                        | +6:20                          |                                |
| 9.                             | Joel Tammeka                   | Ants Kulgevee                  |                                | 1:59:56                        | +6:45                          |                                |
| 10.                            | Leonid Karenin                 | Vladimir Neyman                | Moskvich 2140                  | 2:01:57                        | +8:46                          |                                |